# 蝸牛 (許茹芸單曲)
《蝸牛》是許茹芸首張公開發行的單曲，於1999年7月16日發行。

## 單曲簡介
許茹芸、齊秦、動力火車、熊天平為世界展望會「飢餓三十」錄製十週年紀念單曲「蝸牛」，於全亞洲同步發行。這張單曲具公益性質，全亞洲限量只發行一萬張。
「蝸牛」由當時尚未出道的周杰倫所創作，而歌曲中可愛的童音李潔，則是齊豫的女兒。

## 曲目
1、蝸牛 feat.齊秦/熊天平/動力火車/李潔

（《臺灣世界展望會》援外十周年活動主題曲）
曲：周杰倫；詞：周杰倫；編曲：吳慶隆；製作人：黃怡
2、蝸牛（KALA）
曲：周杰倫；編曲：吳慶隆

## 音樂錄影帶
1、蝸牛
導演：張艾嘉 / 袁錦麟　攝影：馬楚成 / 陳子英 / 吳惠珊